# Franz Altmutter

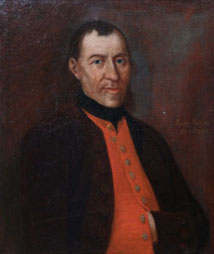
Franz Altmutter: Selbstbildnis, Tiroler Landesmuseum (1806)

Anton Franz Altmutter (* 4. September 1745 in Wien; † 21. Januar 1817 in Innsbruck) war ein österreichischer Maler.

## Leben
Franz Altmutter lernte zunächst bei dem Maler Bande und besuchte dann die Akademie der bildenden Künste Wien bei Caspar Franz Sambach, Jakob Christoph Schletterer und Jacob Matthias Schmutzer. Danach bereiste er Bayern und Böhmen, um sich schließlich für lange Jahre in Ungarn niederzulassen. Über Graz kam Altmutter 1771 nach Innsbruck, das ihm zur endgültigen Heimat wurde. 1780 kam sein Sohn Jakob Placidus Altmutter zur Welt, der ebenfalls Maler wurde.

## Werk
Franz Altmutter war ein sehr vielseitiger und produktiver Künstler, dessen Werke in der spätbarocken Tradition von Paul Troger besonders für Tirol von Bedeutung wurden. Er schuf sowohl Ölgemälde, Aquarelle und Pastelle, als auch Fresken. Seine Bildthemen reichen vom Porträt über die Historienmalerei, von religiösen und mythologischen Bildern bis zu Stillleben; wichtig sind aber vor allem seine Fresken für Tiroler Kirchen. Bekanntheit und Popularität erlangte er mit dem sogenannten Altmutterzimmer in der Innsbrucker Hofburg, wo er teilweise nach Vorlagen seines Sohnes Szenen aus dem Tiroler Volksleben darstellte. Außerdem wirkte Altmutter als Bühnenbildner und Tapetenmaler.

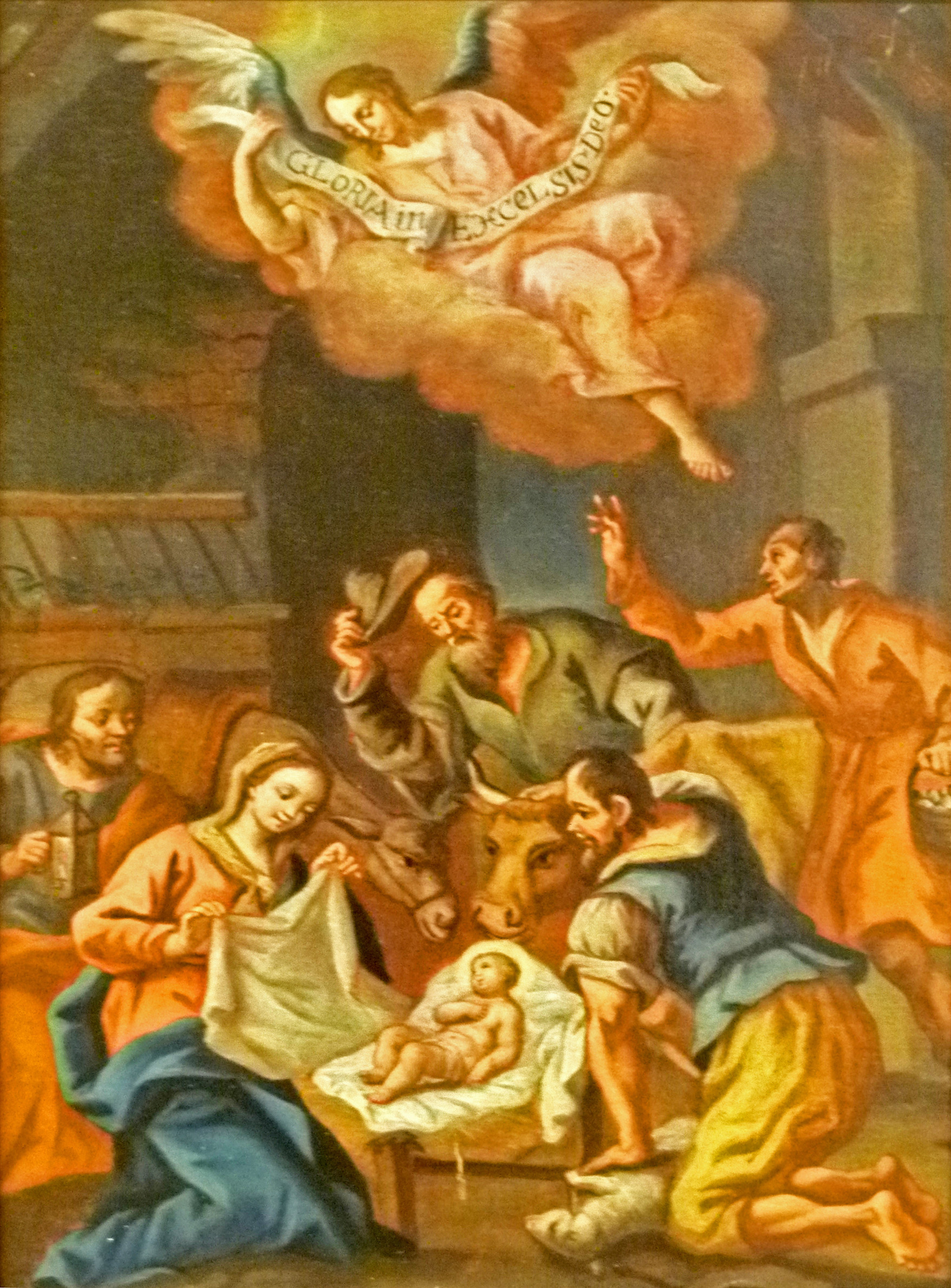
„Anbetung der Hirten“ (1800); Augustiner-Museum, Rattenberg, Österreich

- Vier Kirchenväter. Fresken in der Pfarrkirche Neustift im Stubaital (1771)
- Fresken in Mareit (1773)
- Fresken in Ridnaun (1773)
- Fresken im Ansitz Lichtenthurn, Hötting (um 1778)
- Deckenfresko hl. Nikolaus als Retter in der Hungersnot im Langhaus der Pfarrkirche Wildermieming (1784)
- Fresken in Wenns (1792)
- Fresken in der Wallfahrtskapelle Höttinger Bild (1794)
- Lünettenbilder der Heilig-Blut-Kapelle, Stift Stams (1794)
- Fresken in Pfunders (1799)
- Altarbild in Niederdorf (1799)
- Selbstbildnis in bäuerlicher Tracht. Tiroler Landesmuseum, Innsbruck (1806)
- dessen Töchterchen vorstellend[1]
- Altarbild in Längenfeld (1807)
- Fresken in Oberperfuss (um 1809)
- Altarbild in Erl (um 1809)
- Geburt Christi in der Sakristei in Brixlegg (1810)
- Altarbild der Immaculata in der Pfarrkirche St. Nikolaus in Außerpfitsch (1811)
- Altmutterzimmer in der Hofburg in Innsbruck (1815)
- Tapetenbilder im chinesischen Kabinett der Hofburg in Brixen (Anfang 19. Jh.)